# KIYOラーニング
KIYOラーニング株式会社（キヨラーニング、英: KIYO Learning Co.,Ltd.）は、日本の株式会社。オンライン資格取得講座「STUDYing（旧名:通勤講座）」や企業向け学習管理システム「AirCourse」を開発・運営する。

## 沿革
- 2008年 - 通勤講座を港区六本木で運営開始。中小企業診断士 通勤講座を開講
- 2010年
  - 「KIYOラーニング株式会社」として法人化
  - 本社を渋谷区猿楽町に移転
  - 宅建士 通勤講座を開講
- 2011年 - FP 通勤講座を開講
- 2012年 - スマートフォン・タブレット・PCで学習できるプラットフォーム「新ラーニングシステム」のリリース
- 2013年 - ビデオ講座の制作拠点「代官山スタジオ」を開設。通勤講座の受講者（有料）が5,000人を突破
- 2014年 - 本社を北青山に移転、撮影スタジオ兼セミナールームを開設、経済産業省主催「がんばる中小企業300社」に選出
- 2015年 - 弁理士 通勤講座、行政書士 通勤講座、簿記 通勤講座を開講、マンツーマンでの学習者支援サービス「合格コーチング・サービス」を開始
- 2016年 - 司法試験 通勤講座、外務員 通勤講座、ビジネス実務法務検定 通勤講座、コンサルタント養成 通勤講座を開講、2,250万円の第三者割当増資を実施
- 2017年 - マンション管理士／管理業務主任者 通勤講座を始め、9つの資格講座を開講、社員教育クラウドサービス「AirCourse（エアコース）」を発表、総額1億8,500万円の資金調達を実施
- 2018年 - ITパスポート 通勤講座、個人情報保護士通勤講座を開講、総額5億4,000万円の資金調達を実施
- 2019年
  - 本社を千代田区紀尾井町に拡大移転、ブランド名を通勤講座からスタディング（STUDYing）に変更
  - 公務員試験対策を完全オンライン化した「スタディング 公務員講座」を開講[1]
- 2020年 - 東証マザーズ上場
- 2021年 - 本社を千代田区永田町に拡大移転
- 2022年 - スタディングのイメージキャラクターに玉木宏を起用
- 2023年 - スタディングのイメージキャラクターに川口春奈を起用

## イメージキャラクター
- 玉木宏 2022年
- 川口春奈 2023年